# عاشق‌شان باش و سیرشان کن
عاشق‌شان باش و سیرشان کن (انگلیسی: Love 'Em and Feed 'Em) یک فیلم کمدی صامت کوتاه آمریکایی به کارگردانی کلاید براکمن است که در سال ۱۹۲۷ منتشر شد. از بازیگران این فیلم می‌توان به اولیور هاردی، ماکس داویدسون، وایولا ریچارد و مارتا اسلیپر اشاره کرد.